# Holme-Olstrup
Holme-Olstrup ist eine Stadt auf der dänischen Insel Seeland mit 1249 Einwohnern (Stand 1. Januar 2023). Sie gehört zur Kirchspielsgemeinde (dän.: Sogn) Holme Olstrup Sogn und ist seit der Kommunalreform am 1. Januar 2007 Teil der Kommune Næstved in der Region Sjælland und liegt etwa 9 km östlich von Næstved und 4 km südöstlich von Fensmark. Davor gehörte die Stadt zur Holmegaard Kommune im Storstrøms Amt und bis 1970 zur Harde Hammer Herred im Præstø Amt.
Die kleine Stadt ist bekannt für den Vergnügungspark BonBon-Land und die TV-Miniserie Nissebanden, die zur Weihnachtszeit 1984 erstmals im dänischen Fernsehen ausgestrahlt wurde.

## Entwicklung der Einwohnerzahl
Die Einwohnerzahlen des Ortes wurden vom dänischen Amt für Statistik jeweils zum 1. Januar des angegebenen Jahres ermittelt.
| - 1976 - 506 - 1981 - 877 - 1986 - 962 - 1990 - 1078 - 1996 - 1084 | - 2000 - 1069 - 2004 - 1148 - 2008 - 1164 - 2010 - 1198 - 2015 - 1186 |

## Bildergalerie

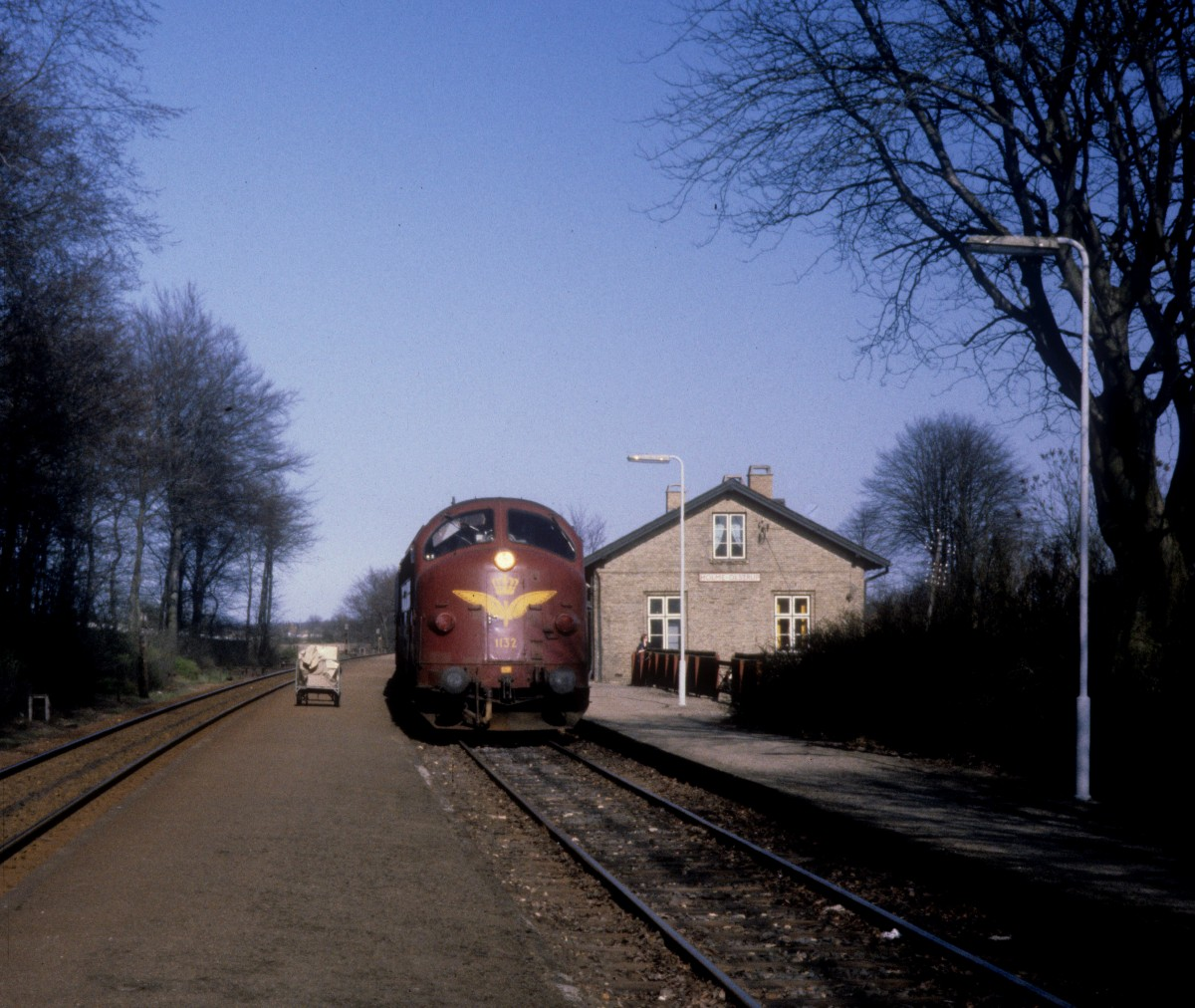
Bahnhof von Holme-Olstrup (1981)
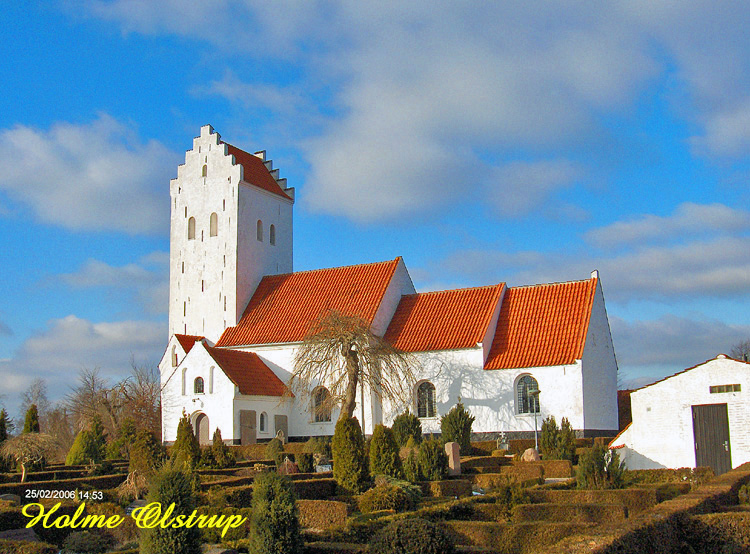
Kirche von Holme-Olstrup (2006)
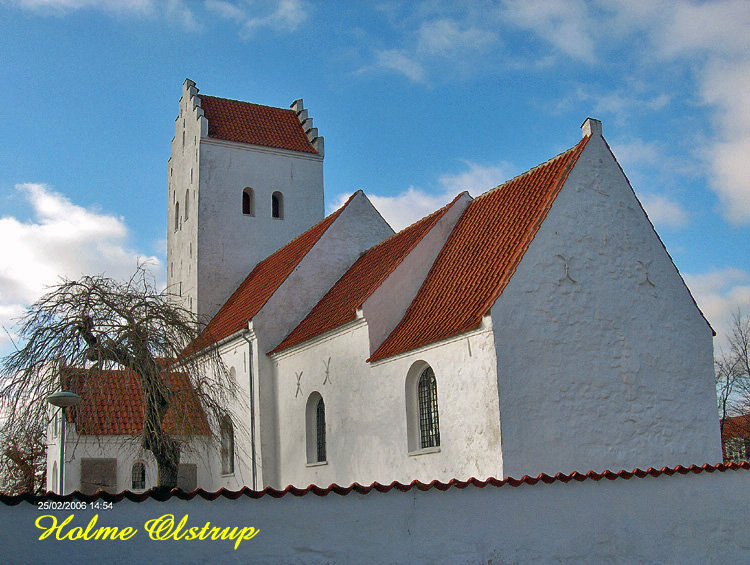
Kirche von Holme-Olstrup (2006)
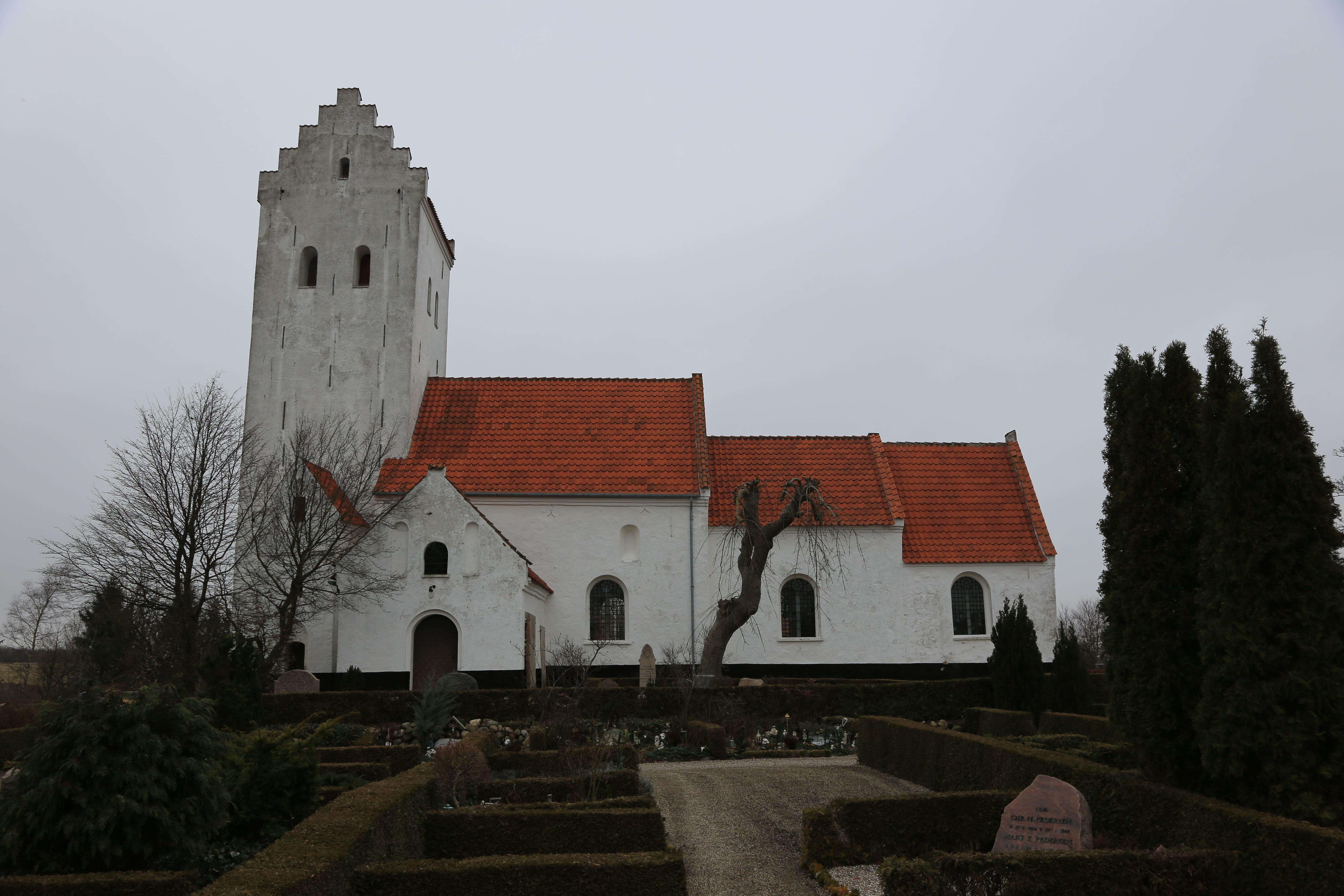
Kirche von Holme-Olstrup (2015)
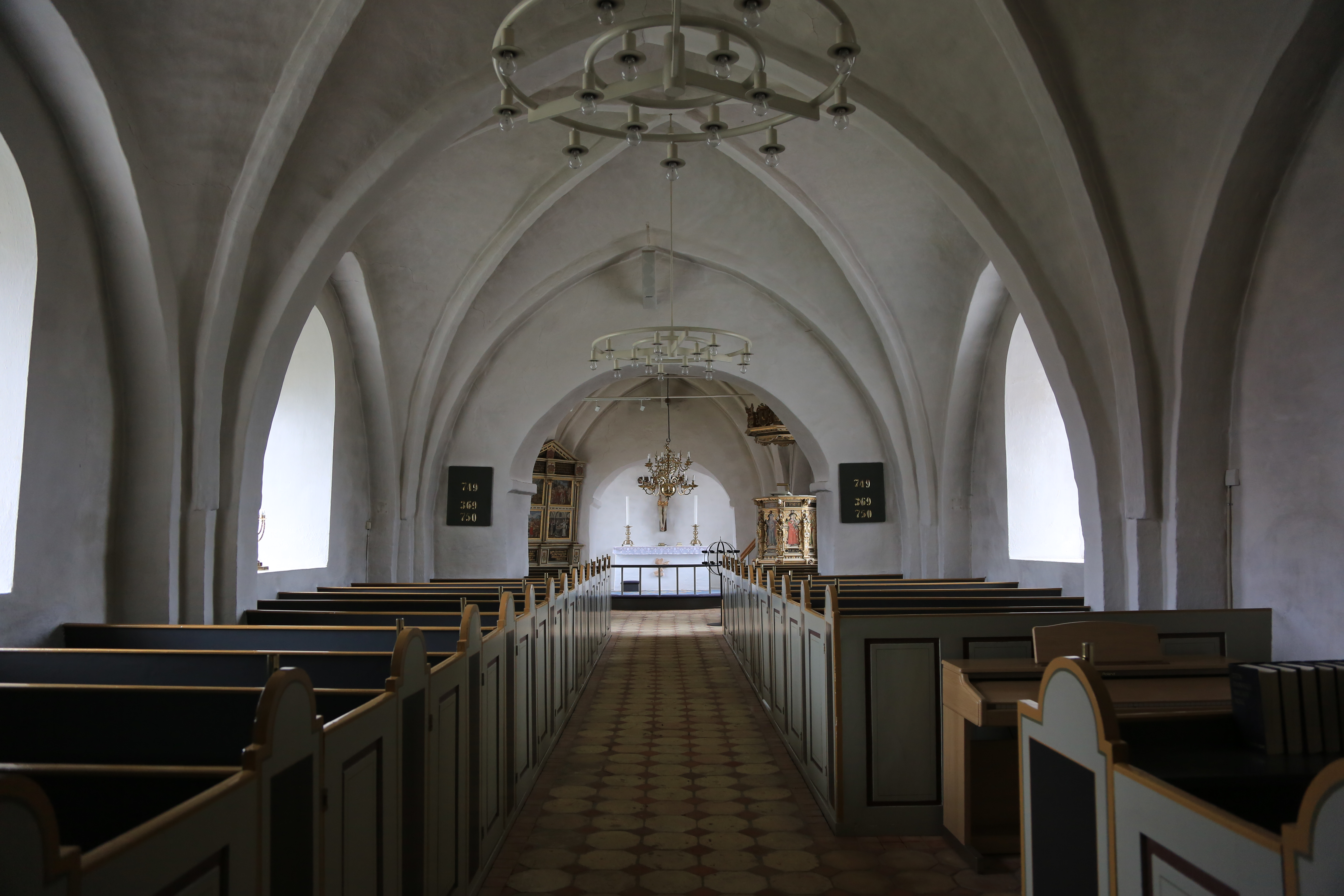
Kirche von Holme-Olstrup (2015)
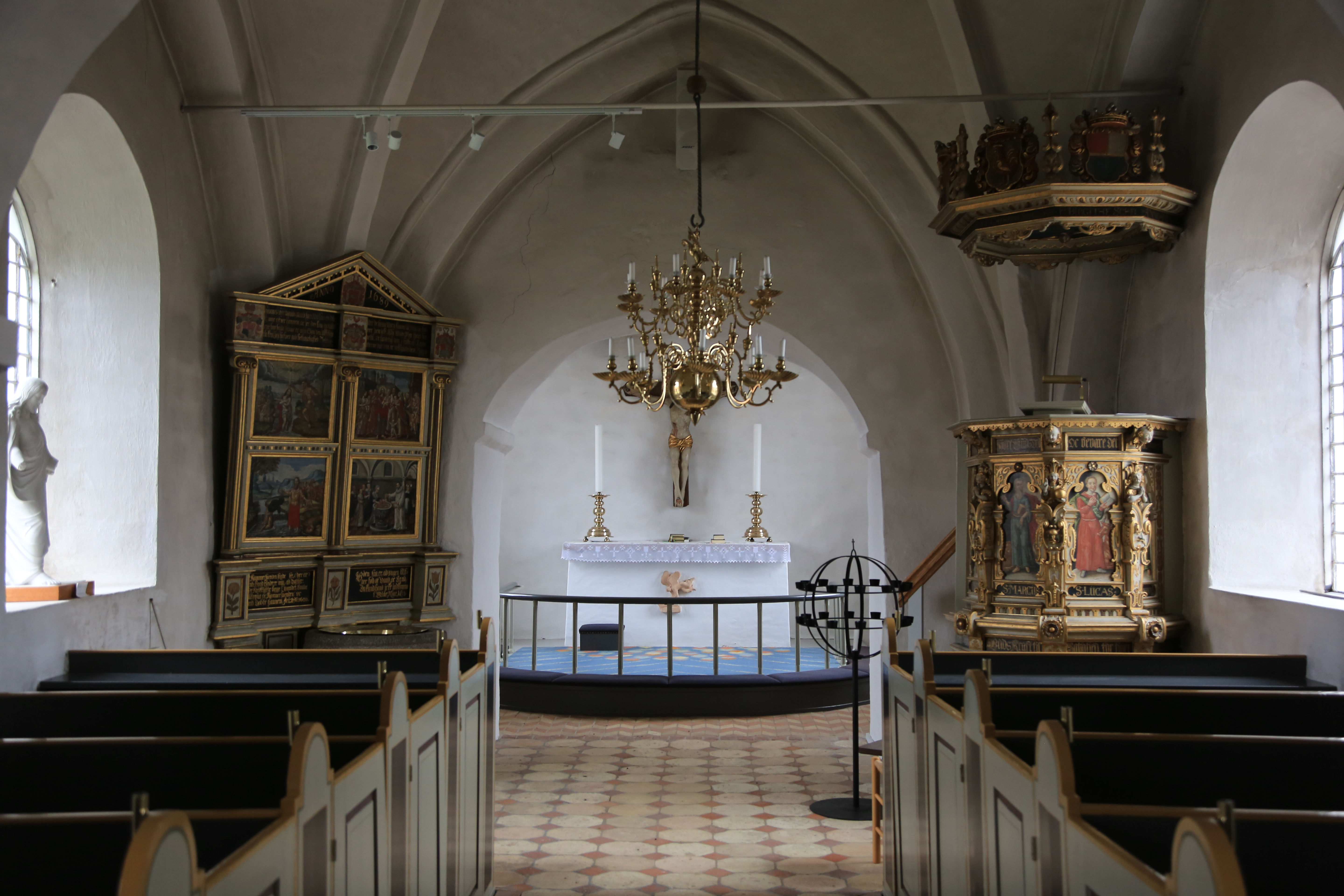
Kirche von Holme-Olstrup (2015)
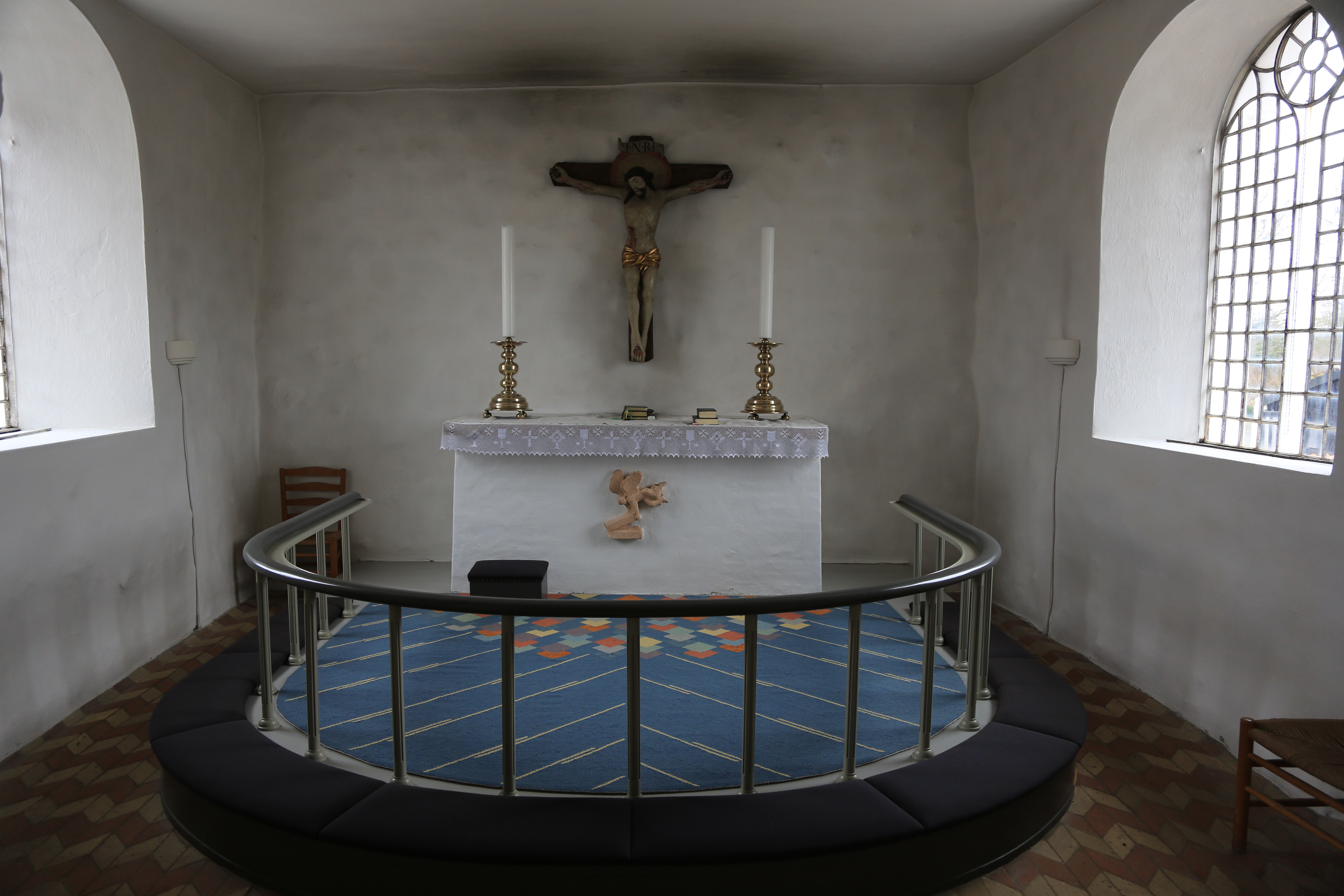
Kirche von Holme-Olstrup (2015)
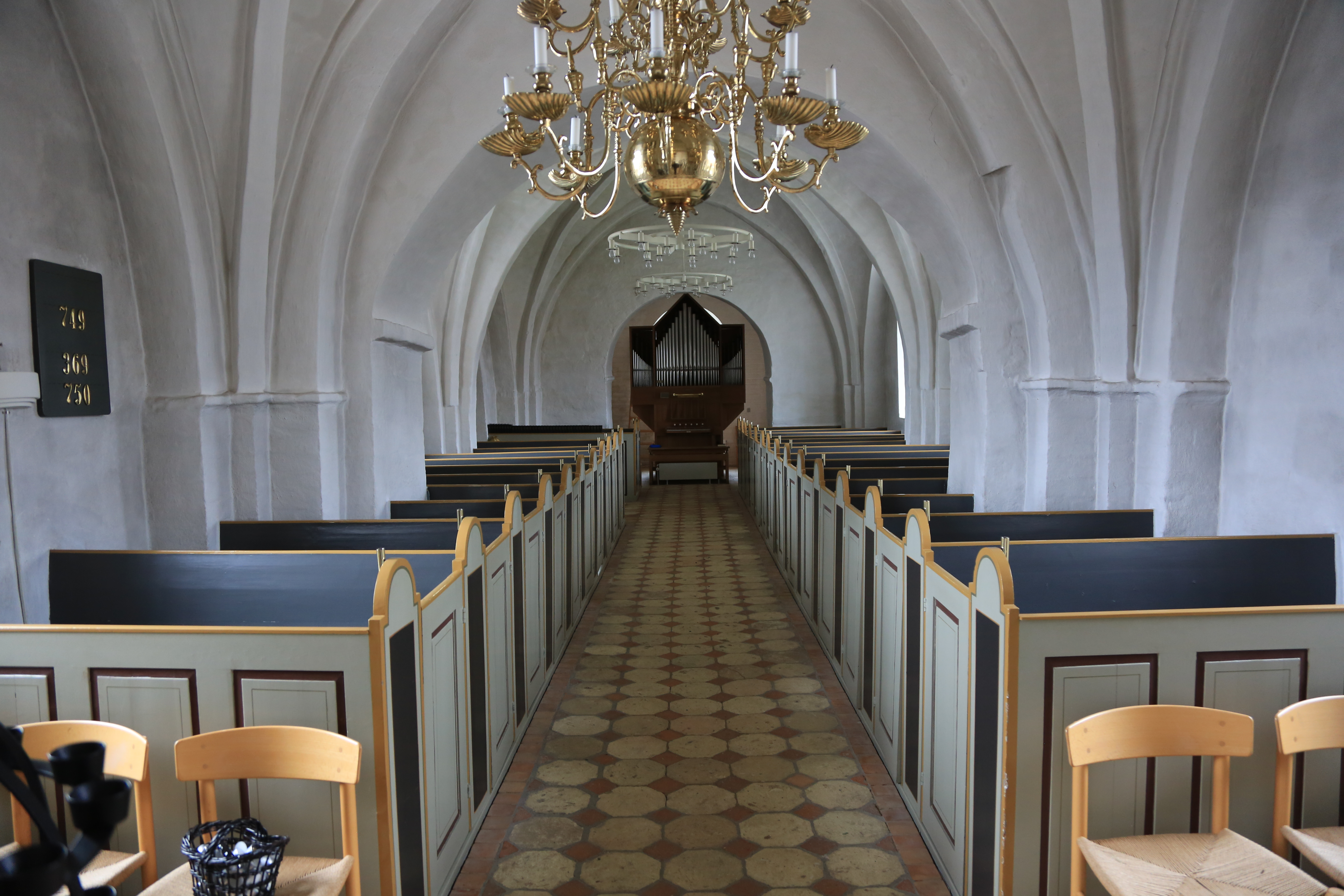
Kirche von Holme-Olstrup (2015)